# الأطفال ذوو الاحتياجات الصحية الخاصة في الولايات المتحدة
يتم تعريف الأطفال ذوي الاحتياجات الصحية الخاصة (CSHCN) من قبل مكتب صحة الأم والطفل على أنهم:
"أولئك الذين يعانون من حالة مزمنة واحدة أو أكثر جسدية أو نمو أو سلوكية أو عاطفية والذين يحتاجون أيضًا إلى خدمات صحية وخدمات ذات صلة من نوع أو كمية تتجاوز ما يتطلبه الأطفال عمومًا"

## أنواع الاحتياجات الصحية الخاصة
هناك مجموعة واسعة من الحالات الصحية الجسدية والعقلية والنفسية التي تعتبر احتياجات صحية خاصة في الولايات المتحدة. تتراوح أعراضها من خفيفة نسبيا إلى مزمنة وشديدة. تشمل الإعاقات الوظيفية لـ برنامج خدمات الأطفال ذوي الاحتياجات الصحية الخاصة مشاكل في واحد أو أكثر من المعايير التالية: التنفس، البلع/الهضم/التمثيل الغذائي، الدورة الدموية، الألم المزمن، السمع حتى مع الأجهزة التصحيحية، الرؤية حتى مع الأجهزة التصحيحية، العناية بالذات، التنسيق/التحرك، التعلم/الفهم/الانتباه، التحدث/التواصل، تكوين/الحفاظ على الأصدقاء، والسلوك. تتضمن القائمة أدناه الحالات الصحية التي تعتبر احتياجات صحية خاصة.
- اضطراب نقص الانتباه (ADD)
- اضطراب نقص الانتباه وفرط النشاط (ADHD)
- اكتئاب
- مشاكل القلق
- المشاكل السلوكية
- اضطرابات طيف التوحد (ASD)
- السكري
- الإعاقة النمائية
- الإعاقة الذهنية
- الصرع
- الصداع النصفي
- إصابة الدماغ الرضحية (TBI)
- مشاكل القلب
- مشاكل الدم
- تليّف كيسي
- الشلل الدماغي
- ضمور العضلات
- متلازمة داون
- التهاب المفاصل
- مشاكل المفاصل
- الحساسية

## سكان
اعتبارًا من عام 2009، يُعتبر 15.1% من جميع الأطفال في الولايات المتحدة لديهم احتياجات خاصة للرعاية الصحية.

### علم الأوبئة
يعتمد انتشار الأطفال ذوي الاحتياجات الصحية الخاصة في السكان على عدة عوامل، بما في ذلك الجنس والعمر والمستوى الاجتماعي والاقتصادي وتعليم الأسرة. في المسح الوطني لبيانات صحة الأطفال في عام 2007، كان الجنس هو أقوى مؤشر لاحتياجات الرعاية الصحية الخاصة - حوالي 60٪ من الأطفال الذين لديهم احتياجات صحية خاصة هم من الأولاد و 30٪ من الفتيات. توصلت دراسة أجراها نيواتشيك وآخرون إلى أن العمر أيضًا يعد مؤشرًا قويًا، حيث وجد أن الأطفال في سن المدرسة أكثر عرضة بمرتين من الأطفال الصغار للاحتياج إلى رعاية احتياجات خاصة، ويستمر هذا الانتشار في الارتفاع مع تقدم الأطفال في السن. إن الأسر التي يقل دخلها عن مستوى الفقر الفيدرالي تكون أكثر عرضة بنسبة 1/3 لإنجاب أطفال لديهم احتياجات صحية خاصة، كما أن الأسر التي لديها 12 عامًا أو أقل من التعليم لديها زيادة في انتشار إصابة طفلها بـاحتياجات صحية خاصة أيضًا. يرتبط هيكل الأسرة أيضًا بهذا الانتشار، حيث أن الأسر التي تتكون من أم واحدة تكون احتمالية إصابتها بمتلازمة داون أعلى بنسبة 40% من الأسر التي تتكون من الوالدين.

### التحديات
في دراسة شاملة أجرتها إدارة الموارد والخدمات الصحية الأمريكية (HRSA)، باستخدام بيانات المسح الوطني لصحة الأطفال لعام 2007، وجد أن الأطفال الذين يعانون من احتياجات صحية خاصة عند مقارنتهم بالأطفال الذين لا يعانون من احتياجات صحية خاصة، يواجهون المزيد من القصور في الرعاية الصحية والتعليم وصحة الأسرة والحفاظ على نمط حياة صحي. يواجه برنامج خدمات الأطفال ذوي الاحتياجات الصحية الخاصة المزيد من الصعوبات في الوصول إلى الرعاية الصحية العقلية بالإضافة إلى الحصول على منزل طبي. يعد المنزل الطبي أحد معايير تقديم الرعاية الصحية التي يوصي بها مكتب صحة الأم والطفل. في المدرسة، يواجه هؤلاء الأطفال خطرًا متزايدًا للتغيب عن الحصص الدراسية، والانفصال عن الفصل الدراسي، وتكرار الصف الدراسي. كما أن لديهم أيضًا حالات أكثر من عدم الحصول على قسط كافٍ من النوم كل ليلة مقارنة بأقرانهم. من المرجح أن لا يمارس الأشخاص الذين يعانون من السمنة المفرطة التمارين الرياضية الموصى بها أربع مرات في الأسبوع، كما أن لديهم فرصة أكبر للإصابة بالسمنة أو زيادة الوزن. كما يواجهون تحديات متزايدة في تكوين الصداقات. ويواجه آباء الأطفال في برنامج خدمات الأطفال ذوي الاحتياجات الصحية الخاصة تحديات أيضًا. توصلت دراسة أجرتها إدارة الموارد والخدمات الصحية إلى أن آباء الأطفال ذوي الاحتياجات الخاصة يعانون من المزيد من التوتر، وانخفاض الصحة، والمزيد من التساؤلات حول مهاراتهم في تربية الأبناء.
وعلى الرغم من هذه التحديات، فإن الأطفال المصابين بـ احتياجات صحية خاصة يتحسنون بشكل أفضل من الأطفال غير المصابين في الرعاية الصحية الوقائية ورعاية الأسنان الوقائية. إن معدل حصولهم على التأمين الصحي أعلى من الأطفال العاديين. إنهم يكملون بشكل أكثر تكرارًا الزيارة السنوية الموصى بها للرعاية الأولية، وزيارة طبيب الأسنان مرتين سنويًا. كما أنهم يميلون إلى استخدام المزيد من الفحص التنموي، وخاصة أولئك الذين لديهم رعاية صحية عامة. يستخدم الأطباء الفحص التنموي للتحقق من وتقييم النمو السليم للطفل بمرور الوقت على المستوى البدني والمعرفي. توصي الأكاديمية الأمريكية لطب الأطفال بإجراء زيارات للفحص التنموي في سن 9 و18 و24 إلى 30 شهرًا.

### التحديات التي تواجه برنامج خدمات الأطفال ذوي الاحتياجات الصحية الخاصة الذين يعانون من اضطرابات عاطفية وسلوكية
الاضطرابات العاطفية والسلوكية هي اضطرابات تشمل اضطراب نقص الانتباه وفرط النشاط، والقلق، واضطراب طيف التوحد، والاكتئاب، واضطراب الوسواس القهري/السلوك، والتأخر في النمو، ومتلازمة توريت، وهي تزيد من التحديات التي يواجهها برنامج خدمات الأطفال ذوي الاحتياجات الصحية الخاصة. يعاني 40% من الأطفال الذين يعانون من اضطرابات الأكل والنوم من اضطرابات الأكل، ويعاني 80% من هؤلاء الأطفال أيضًا من مشكلة صحية أخرى إلى جانب اضطرابات الأكل والنوم، وفقًا للمسح الوطني لصحة الأطفال لعام 2007. وجدت إدارة الموارد والخدمات الصحية أن هذه الاضطرابات مرتبطة بانخفاض أكبر في جودة الحياة الأسرية والتعليم والرعاية الصحية. تتدهور صحة الوالدين ويزداد التوتر عندما يكون لديهم أطفال مصابون باضطراب الشخصية الحدية. يتغيب هؤلاء الأطفال الذين يعانون من اضطراب طيف التوحد عن المزيد من الدروس ويكونون أقل تفاعلاً في الفصل الدراسي مقارنةً بالأطفال الذين لا يعانون من اضطراب طيف التوحد. أظهرت تجربة البرامج الإرشادية والعلاجية للأطفال ذوى الإحتياجات الخاصة-برنامج خدمات الأطفال ذوي الاحتياجات الصحية الخاصة انخفاضًا في رعاية مركز الأسرة وتنسيق الرعاية الفعال. كما أنهم يواجهون صعوبة أكبر في قدرتهم على تكوين صداقات مقارنة بغير المصابين باضطراب الشخصية الحدية.

### الدعم الفعال للأسر
وجدت مراجعة منهجية للتجارب العشوائية الخاضعة للرقابة أدلة على أن
- وكان إشراك الوالدين في العلاجات النفسية لمساعدة الأطفال على التعامل مع الحالات المؤلمة فعالاً؛
- العلاج السلوكي المعرفي الذي يشمل الوالدين يقلل من الأعراض الأولية؛
- يساعد العلاج بحل المشكلات لدى الوالدين على تحسين مهاراتهم وصحتهم العقلية.[7]

## تدخل حكومة الولايات المتحدة
تستخدم حكومات الولايات المتحدة العديد من البرامج المختلفة من أجل توفير التأمين والرعاية لـ برنامج خدمات الأطفال ذوي الاحتياجات الصحية الخاصة. وتشمل هذه المنح منح العنوان الخامس، وبرنامج ميديكيد، وبرنامج التأمين الصحي للأطفال (CHIP). تختلف هذه البرامج الثلاثة في تعريفها وأهلية الرعاية لـ برنامج خدمات الأطفال ذوي الاحتياجات الصحية الخاصة.

### برنامج ميديكيد
ميديكيد هو البرنامج الذي يتم تنفيذه بموجب العنوان التاسع عشر من قانون الضمان الاجتماعي. هو برنامج تأمين عام يقدم خدمات إلزامية للمرضى مثل:
- موارد المستشفى للمرضى الداخليين/الخارجيين
- النقل للرعاية الطبية غير الطارئة
- خدمات الرعاية الصحية المنزلية
- الإجراءات المختبرية
- خدمات الأطباء
- تنظيم الأسرة
- مرافق التمريض
- برنامج الفحص الدوري المبكر والتشخيص والعلاج (EPDST)
- برامج الإقلاع عن التبغ للنساء الحوامل

لا يتطلب ميديكيد أي دفع مشترك أو خصومات. لكي تكون مؤهلاً للبرنامج يجب أن تكون ضمن إحدى الفئات الأربع. الأول هو مستوى الدخل، والثاني هو معايير الإعاقة، والثالث هو الأهلية لمستوى الرعاية المؤسسية، والرابع هو الإقامة خارج المنزل. يتأهل العديد من الأطفال ذوي الاحتياجات الخاصة للحصول على ميديكيد بناءً على مستوى الدخل المنخفض، ولكن بعض الأطفال يتأهلون بشكل مستقل عن مستوى الدخل بسبب إعاقتهم. يحتوي برنامج ميديكيد على تعريف أكثر تقييدًا للإعاقات والاحتياجات الصحية الخاصة مقارنة بمكتب صحة الأم والطفل (MCHB)، ويُعرّف الاحتياجات الخاصة بأنها الاحتياجات التي يجب أن تعيق الأداء اليومي. يقبل برنامج ميديكيد الأطفال الذين يحتاجون إلى تلقي أموال برنامج الدخل الأمني التكميلي، والأطفال الذين يتم تعريفهم على أنهم في حاجة طبية. الأطفال المحتاجون إلى الرعاية الطبية هم أولئك الذين يتجاوز دخل عائلاتهم الحد الأقصى لتلقي الرعاية الطبية، ولكن بسبب الإنفاق الصحي يتم تخفيض دخلهم إلى المستوى المطلوب. يقدم هذا البرنامج حاليًا 40 ولاية. يتم إدارة برامج ميديكيد في كل ولاية بشكل مختلف، وتذهب الأموال الفيدرالية إلى كل ولاية بناءً على مستويات دخل الفرد. اعتبارًا من عام 2010، بلغ حجم برنامج ميديكيد 405 مليار دولار للبرنامج بأكمله. مع قانون حماية المريض والرعاية الميسرة الجديد، بحلول عام 2014، سترتفع مستويات ميديكيد في الولايات إلى 138% من خط الفقر الفيدرالي، مما يزيد من عدد برنامج خدمات الأطفال ذوي الاحتياجات الصحية الخاصة الذين يتلقون ميديكيد.

### برنامج التأمين الصحي للأطفال
تم إنشاء هذا البرنامج، برنامج التأمين الصحي للأطفال (CHIP)، بموجب العنوان الحادي والعشرين من قانون الضمان الاجتماعي، ويهدف إلى تغطية الفجوة بين الأطفال المؤهلين للحصول على ميديكيد وأولئك الذين يستطيعون تحمل تكاليف التأمين الخاص. ويغطي هذا البرنامج الأطفال حتى سن التاسعة عشرة، كما تختار العديد من الولايات أيضًا المساعدة في تأمين النساء الحوامل. 46 من الولايات ومقاطعة كولومبيا تؤمن ما يصل إلى 200٪ من خط الفقر الفيدرالي. يتلقى برنامج التأمين الصحي للأطفال تمويله من الحكومة الفيدرالية ولكنه مقيد بحدود معينة، على عكس برنامج ميديكيد. يتلقى الأشخاص الذين يستخدمون برنامج CHIP جميع البرامج الفيدرالية المفروضة نفسها التي يجب أن يقدمها برنامج ميديكيد. ويتطلب البرنامج أيضًا أن يتم تقديم خدمات الصحة العقلية بنفس القدر الذي يتم به تقديم خدمات الصحة البدنية.

### العنوان الخامس
ينص قانون الضمان الاجتماعي، العنوان الخامس، على تخصيص مبلغ 850 مليون دولار أمريكي من أموال المنح بدءًا من عام 2001 وكل عام بعد ذلك للولايات من أجل تحقيق الأهداف الصحية لقانون خدمة الصحة العامة بالإضافة إلى أهداف العنوان الخامس. تم تحديد أموال منحة العنوان الخامس للتأثير بشكل خاص على برنامج خدمات الأطفال ذوي الاحتياجات الصحية الخاصة بعدة طرق. أولا، يلزم القانون الدول بتوفير خدمات إعادة التأهيل للأفراد المكفوفين أو المعاقين الذين تقل أعمارهم عن 16 عاما. كما أنها تخصص الأموال لمشاريع ذات أهمية وطنية ودولية تساعد في تحسين صحة الأم والطفل وكذلك الأطفال ذوي الاحتياجات الصحية الخاصة. ينص القانون على ضرورة وجود برامج مجتمعية مثل الرعاية النهارية التي تساعد في توفير احتياجات برنامج خدمات الأطفال ذوي الاحتياجات الصحية الخاصة. ومن المتطلبات الأخرى إنشاء مراكز معلومات صحية بين العائلات لمساعدة العائلات التي تعاني من اضطرابات نفسية واجتماعية على اتخاذ قرارات مستنيرة فيما يتعلق بالرعاية الصحية والموارد.
يعمل هذا البرنامج مع مكتب صحة الأم والطفل، ويستخدم تعريفهم لـ برنامج خدمات الأطفال ذوي الاحتياجات الصحية الخاصة كما ذكر سابقًا. لا يوفر العنوان الخامس قدرًا كبيرًا من المال مثل برنامج CHIP أو ميديكيد، ولكنه يُستخدم لملء الفجوات التي لا تغطيها هذه البرامج. يتم استخدام أموال العنوان الخامس للمساعدة في برنامج التشخيص والعلاج الدوري المبكر (EPSDT) الذي يستخدمه ميديكيد لاختبار الأطفال. يتقاسم العنوان الخامس مسؤولية جمع البيانات لهذه البرامج الثلاثة بالإضافة إلى تطوير المواد التعليمية. تهدف برامج العنوان الخامس أيضًا إلى تعزيز الخدمات المجتمعية لجميع الأطفال بالإضافة إلى تعزيز الرعاية المنسقة للأسر.

## رعاية الطفولة
يحتاج الأطفال الذين لديهم احتياجات صحية خاصة إلى مزيد من الرعاية الصحية لحالاتهم الصحية المختلفة بالإضافة إلى المزيد من أنواع العلاجات والمعالجات. وتشمل العلاجات العلاج المهني، والعلاج الطبيعي، وأمراض النطق واللغة وغيرها.

### دار طبية
نموذج الرعاية الطبية المنزلية التابع للأكاديمية الأمريكية لطب الأطفال (AAP) هو الشكل المقترح لإدارة الرعاية الصحية للأطفال الذين لديهم احتياجات صحية خاصة بسبب احتياجاتهم المتزايدة للرعاية الصحية. وفي دراسة أجرتها جوديث بالفري وآخرون، وجد أن ذلك يشير إلى تحسن الصحة وزيادة رضا المرضى. هذا النموذج كما حددته الأكاديمية الأمريكية لطب الأطفال هو تنسيق كامل لرعاية الرضع والأطفال والمراهقين. يتكون من طبيب أول، ويفضل أن يكون طبيب أطفال، يعرفه الطفل وأسرته جيدًا وهو المدافع الطبي عن رعاية الطفل. جميع الرعاية الطبية في المنزل الطبي متاحة، ومتواصلة، وشاملة، ومرتكزة على الأسرة، ورحيمة، ومنسقة. يتطلب هذا النموذج عدة عناصر:
- توفير الرعاية الوقائية
- ضمان الرعاية الخارجية/الداخلية في أي وقت
- توفير الرعاية على مدى فترة طويلة من الزمن
- القدرة على تحديد الحاجة إلى المتخصصين الفرعيين وإجراء هذه الإحالات
- التفاعل مع برامج المدرسة والمجتمع للطفل للعمل مع الاحتياجات الخاصة للطفل
- قاعدة بيانات حفظ السجلات المركزية

يتحمل طبيب الأطفال المسؤولية النهائية عن كل الرعاية المقدمة للطفل حتى لو شارك فيها متخصصون طبيون آخرون. في الوقت الحالي، يتمكن 48.9% من الأطفال المصابين بأمراض مزمنة من الوصول إلى منزل طبي، في حين يتمكن 59.6% من الأطفال غير المصابين من الوصول إلى منزل طبي.

### العلاج لـ برنامج خدمات الأطفال ذوي الاحتياجات الصحية الخاصة
يمكن الوصول إلى العلاجات للأطفال ذوي الاحتياجات الصحية الخاصة من خلال المدارس العامة أو المعالجين الخاصين. يتضمن قانون تعليم الأفراد ذوي الإعاقة (IDEA) العلاج المهني والعلاج الطبيعي بالإضافة إلى العلاجات الأخرى، كجزء من التعليم الخاص الذي يجب تقديمه في جميع المدارس العامة لـ برنامج خدمات الأطفال ذوي الاحتياجات الصحية الخاصة. ينص هذا القانون على أنه ينبغي أن يكون لدى جميع الأطفال ذوي الإعاقة إمكانية الوصول إلى التعليم الذي يناسب احتياجاتهم الأساسية، بما في ذلك العلاجات اللازمة. يمكن أيضًا استخدام العلاجات خارج المدرسة من قبل الأطفال المصابين بـاحتياجات صحية خاصة ولكن 3.2٪ فقط من برنامج خدمات الأطفال ذوي الاحتياجات الصحية الخاصة مؤهلون لاستخدام العلاج الخاص بموجب برامج التأمين الخاصة بهم.
أحد أنواع العلاج للأطفال المصابين بـاحتياجات صحية خاصة هو العلاج المهني. يعمل أخصائيو العلاج المهني مع برنامج خدمات الأطفال ذوي الاحتياجات الصحية الخاصة من خلال دعمهم وأسرهم لتعلم كيفية المشاركة في الروتين اليومي والأنشطة اليومية. إنهم يشجعون الأطفال الذين يعانون من تحديات جسدية وإدراكية وتواصلية وسلوكية على تطوير طرق للعيش واللعب والتعلم وتكوين صداقات على الرغم من احتياجاتهم الخاصة. يمكن لأخصائيي العلاج المهني العمل مع هؤلاء الأطفال ومدارسهم لإنشاء بيئات تعليمية أكثر ملاءمة. ومن المهارات الأخرى التي يعلمها هؤلاء المحترفون للأطفال المصابين باضطرابات الأكل الشديدة كيفية استخدام المعدات التكيفية مثل الكراسي المتحركة وأدوات المساعدة على الأكل والأقواس في الحياة اليومية. يحاول بعض أخصائيي العلاج المهني العمل مع الأطفال الصغار جدًا المعرضين لخطر الإصابة بـاحتياجات صحية خاصة من أجل محاولة منع الإعاقة المستقبلية من خلال العلاج المهني.

### التأمين لـ برنامج خدمات الأطفال ذوي الاحتياجات الصحية الخاصة
تختلف أنواع التأمين بالنسبة للأطفال ذوي الاحتياجات الصحية الخاصة، حيث أن 9.3% من أطفال الأسر ذات الاحتياجات الصحية الخاصة ليس لديهم أي تأمين على الإطلاق، و52.4% لديهم تأمين خاص، و35.9% لديهم تأمين عام و8.2% لديهم مزيج من التأمينين العام والخاص. تؤثر فجوات التأمين وتكاليف الرعاية الصحية الأخرى على 21.6% من الأسر التي تعاني من مشاكل صحية مزمنة، والذين يقولون إنهم يواجهون مشاكل مالية بسبب مشاكلهم الصحية المزمنة. وفي المجمل، يعتقد 34.3% من هذه الأسر أن تأمينهم الحالي غير كافٍ لتغطية كافة تكاليف الرعاية الصحية الإضافية.

## رعاية البالغين
يتطلب مكتب صحة الأم والطفل أن تكون الخدمات متاحة بحيث تكون ضرورية لانتقال برنامج خدمات الأطفال ذوي الاحتياجات الصحية الخاصة إلى جميع جوانب حياة البالغين. من المتوقع أن يعيش 90% من المراهقين المصابين باضطراب الوسواس القهري (اضطراب الوسواس القهري) حتى سن البلوغ، كما يتناقص الوصول إلى الرعاية الصحية مع تقدم المراهقين المصابين باضطراب الوسواس القهري في السن وفقًا لمكتب صحة الأم والطفل. يفقد الشباب التغطية الصحية التي حصلوا عليها في الماضي من برامج مثل CHIP بالإضافة إلى الدخل الأمني التكميلي بمجرد وصولهم إلى سن 18 إلى 21 عامًا. لا يمتلك مقدمو الرعاية الصحية للبالغين خبرة كافية في التعامل مع الحالات التي تبدأ في مرحلة الطفولة مثل أطباء الأطفال. وجدت دراسة أجرتها جين بارك وآخرون أن حالات الصحة العقلية تزداد انتشارًا مع تقدم الأطفال في السن ودخولهم مرحلة البلوغ، وأن الأشخاص الذين يعانون من حالات الصحة العقلية (مع أو بدون ظروف جسدية) يكونون أسوأ حالًا في انتقالهم إلى الرعاية الصحية للبالغين. توصي MCHB بأن تتم عملية انتقال الأطفال إلى الرعاية الصحية للبالغين بواسطة أطبائهم وتوفيرها لهم. يتطلب المكتب أن يناقش الأطباء مع المراهقين المصابين بـ احتياجات صحية خاصة وأسرهم ثلاث نقاط: كيفية الانتقال إلى أطباء الرعاية الأولية للبالغين بدلاً من أطباء الأطفال، وكيف ستتغير الاحتياجات الصحية عندما يصبح الشباب بالغين، وكيفية الحفاظ على التأمين الصحي كشخص بالغ. ومن المفترض أيضًا أن يشجع الطبيب الشباب على تحمل المسؤولية عن احتياجاتهم الصحية. في الوقت الحالي، 60% من أطباء المراهقين المصابين بـ احتياجات صحية خاصة لا يستوفون هذه المعايير.

### خطة انتقال الرعاية الصحية
توصية أخرى لمقدمي الرعاية الصحية من مكتب صحة الأم والطفل هي إنشاء خطة مكتوبة للانتقال في الرعاية الصحية (HCT). وبحسب دراسة أجراها بيتر سكال ومارجوري أيرلاند، فإن 30.08% من المشاركين المصابين باضطراب الوسواس القهري ناقشوا مثل هذه الخطة. وقد وجد أيضًا أن المراهقين الأكبر سنًا والذين لديهم احتياجات أكثر تعقيدًا كانوا أكثر عرضة لإجراء عملية زرع الخلايا الجذعية.

### قانون حماية المريض والرعاية الصحية الميسورة التكلفة
ينص قانون حماية المريض والرعاية الميسرة الذي أقرته إدارة أوباما في عام 2010 على متطلبات جديدة تتعلق بقدرة المراهقين المصابين بأمراض القلب والأوعية الدموية على تحويل خدمات الرعاية الصحية من خدمات طب الأطفال. ويوسع القانون أيضًا قدرتهم على دفع ثمن هذه الخدمات والوصول إليها. وينص على ثلاثة معايير يجب أن تتوفر في المراهقين. أولاً، يحتاج المراهقون إلى إمكانية الوصول إلى نظام رعاية صحية شامل يمكنهم إيجاد طريقة لدفع تكاليفه، فضلاً عن قدرتهم على التنقل في النظام. ثانياً، يجب أن يتم منع المشاكل الصحية التي يمكن الوقاية منها بنجاح. ثالثا، يجب إدارة الأمراض المزمنة وضمان الانتقال إلى الرعاية الصحية للبالغين. تشمل المهارات التي يُنصح بأن يمتلكها المصاب باضطراب الوسواس القهري لتحقيق هذه الأهداف القدرة على وصف مرضهم، ومعرفة أدويتهم وجرعاتهم، ومعرفة كيفية الاتصال بالطبيب، والقدرة على جدولة المواعيد والاتصال للحصول على إعادة التعبئة.